# Luis de Narváez
Luis de Narváez, Luys de Narbaez (ur. na początku XVI wieku w Grenadzie, zm. po 1549) – hiszpański kompozytor i vihuelista.

## Życiorys
Początkowo przebywał w służbie Francisca de los Cobos w Grenadzie i Valladolid. Po jego śmierci przeszedł w 1547 na służbę na dworze króla Karola V. Był odpowiedzialny za naukę śpiewu chłopców śpiewających w kapeli królewskiej. Przebywał w otoczeniu następcy tronu, późniejszego króla Filipa II, u boku którego w 1549 odbył podróż do Niderlandów.
Był autorem tabulatury na vihuelę, Los seys libros del Delphin de música de cifra para tañer vihuela (wyd. Valladolid 1538). W dziele tym zastosował włoską notację muzyczną, z wyróżnieniem czerwonym kolorem partii wokalnych. Umieszczone w zbiorze fantazje, intawolacje i wariacje wskazują na wpływ twórczości Francesco da Milano, dostrzegalne są też nawiązania do stylu Josquina des Prés, polegające na kontrastowaniu par głosów.